# Darko Pančev
Darko Pančev (Macedonisch: Дарко Панчев) (Skopje, 7 september 1965) is een voormalig profvoetballer uit Noord-Macedonië.

## Clubcarrière
Pančev, bijgenaamd De Cobra, begon zijn carrière bij Vardar Skopje in 1982 en trok in 1988 naar het bekende Rode Ster Belgrado. Daar speelde hij vier seizoenen met als hoogtepunt het jaar 1991, hij won toen met Rode Ster Belgrado de Europacup I en de Soulier d'Or als Europees topschutter. De Macedoniër kreeg echter de prijs destijds niet overhandigd, omdat de Cypriotische bond claimde dat een speler veertig doelpunten gemaakt zou hebben. Met een vertraging van vijftien jaar heeft Pančev in 2006 alsnog de Gouden Schoen gekregen voor zijn 34 treffers, die hij maakte voor Rode Ster Belgrado in het seizoen 1990/91. In de finale van 1991 zette Pančev de laatste en beslissende penalty succesvol om. Hierdoor won Rode Ster de Europacup I en werd hij een levende legende in Belgrado.
Na zijn periode bij Rode Ster, kwam Pančev in 1992 terecht bij het Italiaanse Internazionale. Hij slaagde er niet in om ook daar veel te scoren en dus werd zijn Italiaans avontuur al gauw een flop. De club uit Milaan leende hem in januari 1994 uit aan het Duitse VfB Leipzig. Daar speelde hij 10 wedstrijden en was hij goed voor twee doelpunten. Net voor het begin van het seizoen 1994/95 keerde hij terug naar Inter. Daar speelde hij opnieuw nauwelijks en dus vertrok hij na het seizoen naar Fortuna Düsseldorf. In 1996 verhuisde voor een korte periode naar Zwitserland om er bij FC Sion te gaan voetballen, maar een jaar later zette hij al een punt achter zijn carrière als voetballer.

## Interlandcarrière
Pančev kwam in totaal 27 keer (zeventien doelpunten) uit voor de nationale ploeg van Joegoslavië in de periode 1984–1991. Onder leiding van bondscoach Todor Veselinović maakte hij zijn debuut op 31 maart 1984 in de vriendschappelijke thuiswedstrijd tegen Hongarije (2-1). Pančev moest in dat duel na 56 minuten plaatsmaken voor Bosko Đurovski. Na het uiteenvallen van Joegoslavië maakte hij zijn opwachting voor het Macedonisch voetbalelftal. In de eerste officieuze duel van het land, op 13 oktober 1993 tegen Slovenië, nam hij de tweede treffer voor zijn rekening. Macedonië won het oefenduel in de Sloveense stad Kranj: 1-4. Zoran Boškovski (0-1), Čedomir Janevski (1-3) en Dragan Kanatlarovski (1-4) scoorden eveneens voor Macodonië.
| Interlanddoelpunten | Interlanddoelpunten | Interlanddoelpunten | Interlanddoelpunten                        | Interlanddoelpunten | Interlanddoelpunten | Interlanddoelpunten | Interlanddoelpunten |
| #                   | Datum               | Locatie             | Wedstrijd                                  | Goal(s)             | Score               | Uitslag             | Wedstrijd           |
| ------------------- | ------------------- | ------------------- | ------------------------------------------ | ------------------- | ------------------- | ------------------- | ------------------- |
| namens Joegoslavië  |                     |                     |                                            |                     |                     |                     |                     |
| 1                   | 25/03/1987          | Banja Luka          | Joegoslavië – Oostenrijk                   | 39'                 | 1 – 0               | 4 – 0               | Oefeninterland      |
| 2                   | 25/03/1987          | Banja Luka          | Joegoslavië – Oostenrijk                   | 80'                 | 4 – 0               | 4 – 0               | Oefeninterland      |
| 3                   | 23/08/1989          | Kuopio              | Finland – Joegoslavië                      | 12'                 | 1 – 1               | 2 – 2               | Oefeninterland      |
| 4                   | 20/09/1989          | Novi Sad            | Joegoslavië – Griekenland                  | 83'                 | 3 – 0               | 3 – 0               | Oefeninterland      |
| 5                   | 28/10/1989          | Athene              | Cyprus – Joegoslavië                       | 50'                 | 1 – 2               | 1 – 2               | WK-kwalificatie     |
| 6                   | 19/06/1990          | Bologna             | Joegoslavië – Verenigde Arabische Emiraten | 9'                  | 2 – 0               | 4 – 1               | WK-eindronde        |
| 7                   | 19/06/1990          | Bologna             | Joegoslavië – Verenigde Arabische Emiraten | 47'                 | 3 – 1               | 4 – 1               | WK-eindronde        |
| 8                   | 12/09/1990          | Belfast             | Noord-Ierland – Joegoslavië                | 36'                 | 0 – 1               | 0 – 2               | EK-kwalificatie     |
| 9                   | 31/10/1990          | Belgrado            | Joegoslavië – Oostenrijk                   | 31'                 | 1 – 1               | 4 – 1               | EK-kwalificatie     |
| 10                  | 31/10/1990          | Belgrado            | Joegoslavië – Oostenrijk                   | 52'                 | 3 – 1               | 4 – 1               | EK-kwalificatie     |
| 11                  | 31/10/1990          | Belgrado            | Joegoslavië – Oostenrijk                   | 86'                 | 4 – 1               | 4 – 1               | EK-kwalificatie     |
| 12                  | 27/03/1991          | Belgrado            | Joegoslavië – Noord-Ierland                | 48'                 | 2 – 1               | 4 – 1               | EK-kwalificatie     |
| 13                  | 27/03/1991          | Belgrado            | Joegoslavië – Noord-Ierland                | 61'                 | 3 – 1               | 4 – 1               | EK-kwalificatie     |
| 14                  | 27/03/1991          | Belgrado            | Joegoslavië – Noord-Ierland                | 63'                 | 4 – 1               | 4 – 1               | EK-kwalificatie     |
| 15                  | 01/05/1991          | Belgrado            | Joegoslavië – Denemarken                   | 50'                 | 1 – 1               | 1 – 2               | EK-kwalificatie     |
| 16                  | 16/05/1991          | Belgrado            | Joegoslavië – Faeröer                      | 50'                 | 3 – 0               | 7 – 0               | EK-kwalificatie     |
| 17                  | 16/05/1991          | Belgrado            | Joegoslavië – Faeröer                      | 73'                 | 5 – 0               | 7 – 0               | EK-kwalificatie     |
| namens Macedonië    |                     |                     |                                            |                     |                     |                     |                     |
| 18                  | 13/10/1993          | Kranj               | Slovenië – Macedonië                       | 37' (pen.)          | 0 – 2               | 1 – 4               | Oefeninterland      |

## Erelijst
Rode Ster Belgrado
- Prva Liga: 1989/90, 1990/91, 1991/92
- Maarschalk Tito-beker: 1989/90
- Europacup I: 1990/91
- Wereldbeker voor clubteams: 1991

 Internazionale
- UEFA Cup: 1993/94

0FC Sion
- Nationalliga A: 1996/97
- Schweizer Cup: 1996/97

Persoonlijke prijzen:
- Ballon d'Or: tweede in 1991
- Topscorer Prva Liga: 1984, 1990, 1991, 1992
- Europese Gouden Schoen: 1991
- UNICEF Europees Voetballer van het Seizoen: 1990/91
- UEFA Jubilee Awards – Grootste Macedonische Voetballer van de afgelopen 50 jaar (Gouden Speler): 2003